# Maurice Martin (écrivain)
Modèle:((source de l'auteur))
Pour les articles homonymes, voir Maurice Martin (homonymie).
Maurice Martin, né le 12 février 1943 à Arnac-Pompadour, est un écrivain français principalement connu pour ses romans du terroir sur le Limousin.

## Biographie
Né dans une famille très modeste, il devient apprenti menuisier à l'âge de 14 ans et se forme en autodidacte en exerçant différents métiers responsable d'usine, enseignant puis chef d'entreprise.
Grâce à son courage et sa ténacité au travail, il devient maître artisan et saura diversifier son activité. Il exécutera alors du mobilier contemporain grâce à sa rencontre avec de nombreux designers parisiens et new-yorkais.
Désormais à la retraite, il se consacre à l'écriture. Son premier roman Le Destin du feuillardier publié en 2006 aux éditions de la Veytizou connaît un franc succès. Viendront ensuite La Lignée des Marsac, Le Retour de Cathie (qui est la suite du Destin du feuillardier), Le Moulin de la douleur et Le rêve brisé qui a reçu le Prix Littéraire Régional " Panazô" en 2017
Écrivain du Limousin sensible à la nature, il est aussi un écrivain humaniste, proche du peuple